# Любимовка (Брянская область)
Любимовка — деревня в Дубровском районе Брянской области, в составе Алешинского сельского поселения. Расположена в 3,5 км к югу от села Алешня. Население — 25 человек (2010).

## История
Упоминается с середины XIX века; бывшее владение Савиных, Кузеневых. Входила в приход села Рековичи; с 1850 — села Алешня. С 1861 до 1924 в Алешинской волости Брянского (с 1921 — Бежицкого) уезда; позднее в Дубровской волости, Дубровском районе (с 1929). В XX веке входила в состав Алешинского сельсовета.